# Натан Аке
Натан Бенжамен Аке (хол. Nathan Benjamin Aké; 18. фебруар 1995) професионални је холандски фудбалер који тренутно игра у енглеској Премијер лиги за Манчестер Сити и репрезентацију Холандије на позицији централног бека који такође може играти на позицији левог бека.